# Liste der Monuments historiques in Remy (Oise)
Die Liste der Monuments historiques in Remy (Oise) führt die Monuments historiques in der französischen Gemeinde Remy auf.

## Liste der Bauwerke
| Bezeichnung     | Beschreibung              | Standort | Kennzeichnung | Schutzstatus | Datum | Bild           |
| --------------- | ------------------------- | -------- | ------------- | ------------ | ----- | -------------- |
| Kirche St-Denis | Erbaut im 13. Jahrhundert | (Lage)   | PA00114833    | Classé       | 1920  | weitere Bilder |

## Liste der Objekte

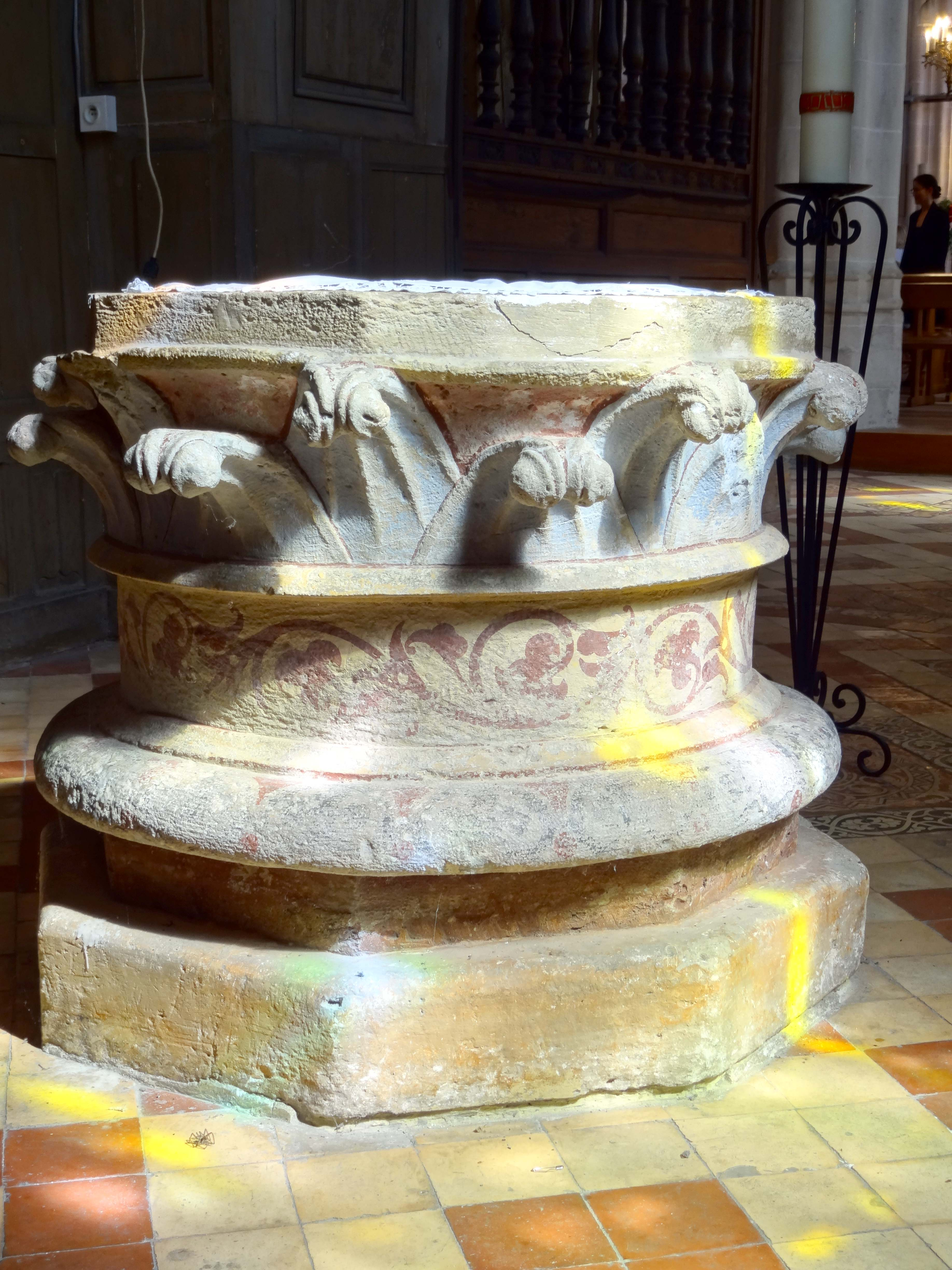
Taufbecken in Remy

- Monuments historiques (Objekte) in Remy (Oise) in der Base Palissy des französischen Kultusministeriums

Siehe auch: Taufbecken Remy (Oise)